# 本多晃
本多 晃（ほんだ あきら、1947年（昭和22年）2月23日 - 2019年（令和元年）5月27日）は、日本の政治家、国土交通官僚。元千葉県柏市長（第5代・4期）。

## 人物・略歴
兵庫県出身。兵庫県立神戸高等学校、東京大学工学部都市工学科を卒業。
1971年、建設省（現国土交通省）入省。
1980年、建設省計画局国際課海外協力官としてインドネシアに派遣。
1989年、建設省都市局都市再開発課建設専門官就任。
1991年、柏市助役就任。
1993年10月、柏市助役を退任し、第5代柏市長に就任。
2009年8月、家族の健康の理由で5期目は立候補しないことを表明。
2019年5月、肺炎のため逝去。72歳没。